# Cyperus picardae
Cyperus picardae är en halvgräsart som beskrevs av Johann Otto Boeckeler. Cyperus picardae ingår i släktet papyrusar, och familjen halvgräs. Inga underarter finns listade i Catalogue of Life.